# Huntington (Indiana)
Huntington es una ciudad ubicada en el condado de Huntington en el estado estadounidense de Indiana. En el Censo de 2010 tenía una población de 17391 habitantes y una densidad poblacional de 759,5 personas por km².

## Geografía
Huntington se encuentra ubicada en las coordenadas 40°52′51″N 85°30′20″O / 40.88083, -85.50556. Según la Oficina del Censo de los Estados Unidos, Huntington tiene una superficie total de 22.9 km², de la cual 22.55 km² corresponden a tierra firme y (1.52%) 0.35 km² es agua.

## Demografía
Según el censo de 2010, había 17391 personas residiendo en Huntington. La densidad de población era de 759,5 hab./km². De los 17391 habitantes, Huntington estaba compuesto por el 96.42% blancos, el 0.57% eran afroamericanos, el 0.44% eran amerindios, el 0.52% eran asiáticos, el 0.03% eran isleños del Pacífico, el 0.61% eran de otras razas y el 1.41% pertenecían a dos o más razas. Del total de la población el 2.42% eran hispanos o latinos de cualquier raza.